# Reka Ljao
Reka Ljao (uprošćeni kineski: 辽河; tradicionalni kineski: 遼河; pinjin: Liáo Hé) je glavna reka na jugu severoistočne Kine i jedan od sedam glavnih rečnih sistema u kontinentalnoj Kini.  Njeno ime je izvedeno iz regiona Ljao, istorijskog naziva za južnu Mandžuriju, odakle su i imena dobili provincija Ljaoning, poluostrvo Ljaodong i dinastija Ljao. Reka je u narodu poznata i kao „matična reka“ na severoistoku Kine. Tekući dužinom od 1.345 km (836 mi), sistem reke Ljao drenira sliv od preko 232.000 km2 (90.000 sq mi), ali je njegovo srednje ispuštanje prilično malo i iznosi samo oko 500 m3/s (18.000 cu ft/s), oko jedne dvadesete Biserne reke. Reka Ljao ima izuzetno veliko opterećenje sedimentom, jer mnogi njeni delovi prolaze kroz praškasti les.
Reka Ljao je takođe važan geografski orijentir, jer deli modernu provinciju Ljaoning na dva široka regiona - Ljaodong („istočno od reke Ljao”) i Ljaosi („zapadno od reke Ljao”).

## Kurs
Reka Lјao nastaje od spajanja njene dve glavne pritoke, reke Siljao sa zapada i reke Dungljao sa istoka. Zapadna pritoka u potpunosti protiče kroz Unutrašnju Mongoliju, a formirana je sastavu reke Sar Možun i reke Laohe na približno 43° 25 'S, 120° 45' I, pre nego što je postane ojačana drugom pritokom zvanom reka Sinkaj na svom donjim toku. Istočna pritoka nastaje u zapadnoj provinciji Đilin, i poprima tok u obliku slova S pre nego što se sretne sa svojim pandanom u blizini spojnog regiona Ljaoning, Đilina i Unutrašnje Mongolije, približno 42° 59 'S, 123° 33' I.
Nastali rečni tok, sama reka Ljao, zatim ulazi u provinciju Ljaoning i kreće se prema jugu kroz Severoistočnu kinesku ravnicu, usput primajući brojne pritoke. Ona skreće prema zapadu u blizini grada Pingdingbao, okrug Tjeling, i nakon što primi još pritoka, zarađuje retko korišćen nadimak reka Đulju (巨流河, „reka džinovskog potoka”). Reka Ljao se zatim kretaće jugozapadno dok se ne približi hidrološkoj stanici Ljuđenfang (六间房水文站) u okrugu Tajan, i istorijski se razdvaja u dva rukavca formirajući deltu reke Ljao (辽河三角洲). Zapadni rukavac delte, prvobitno manji, koji zvao se reka Šuangtajci (双台子河) do 2011. godine, prima pritoku reku Žaojang kod Panđina u okrugu Panšan pre nego što se ulije u zaliv Ljaodong Bohajskog mora zapadno od okruga Dava. Istočni rukavac, prvobitno veći i glavno telo donjeg toka reke Ljao, zvao se reka Vajljao (外辽河, „Spoljna reka Ljao“). Reka Vajljao je putovala je na jug gde je primala dve velike pritoke, reku Huen i reku Tajci, na ušću lokalno nazvanom „Trident reka” (三岔河), gde je potom poprimala novo ime Daljao reka (大辽河, „Velika reka Ljao”) i ulivala se u zaliv Ljaodong zapadno od Jingkoua.
Delta reke Ljao ima ravnu topografiju koja se sastoji od mekog sedimentnog tla, sa vijugavim vodenim putevima koji su imali bogatu istoriju preusmeravanja. Ovo zajedno sa rizikom od olujnih udara zbog niske nadmorske visine u regionu stvorilo je ogroman problem kontrole poplava. Ova opasnost od poplave na obalnom delu sistema reke Ljao posebno je pretila Jingkou, gradu koji je neposredno uz ušće reke Daljao i dom za 2 miliona ljudi. Godine 1958, uzvodno od reke Vajljao kod Ljuđenfanga je reka blokirana projektom rečnog inženjerstva, preusmeravajući protok vode iz same reke Ljao u potpunosti prema reci Šuangtajci (koja je 2011. godine preimenovana u jednostavno reku Ljao), efektivno odvajajući reku Huen i reku Tajci od sistema reke Ljao. Stoga se sistem reke Daljao smatra samostalnim vodenim sistemom od 1958. godine, a reke Huen i Tajci više nisu pritoke reke Ljao. Takođe, zbog prekida vodotoka reke Vajljao, reka Ljao više nema rukavce, te je i delta reke Ljao tehnički takođe prestala da postoji od 1958. godine, međutim, termin ostaje u upotrebi za opisivanje područja Panđin između leve obale reke Ljao i desne obale reke Vajljao/Daljao.

## Pritoke

### Glavne pritoke
- Reka Siljao (西辽河, „Zapadna reka Ljao”), istorijski takođe poznata kao Huang reka (潢水), najveća je pritoka reka Ljao, čiji tok je dug 449 km (279 mi) i drenira sliv od 13,6000 km2 (5,2510 sq mi). Reka Siljao se formira spajanjem reke Laoha (老哈河) koja teče sa jugozapada, i reke Sar Možun (西拉木伦河) koja prispeva sa zapada, i teče čitavom dužinom prema istoku unutar Unutrašnje Mongolije. U donjem toku pridružuje joj se velika pritoka, reka Sinkaj (新开河), koja drenira jugoistočne padine planina Hingan, i u gornjem toku je suva, osim nakon grmljavinskih oluja, 8 km (5 mi) severno od grad Šuangljao, pre nego što skrene na jugoistok i pridruži se reci Dongljao da bi formirala reku Ljao u blizini zajedničke granice Ljaoninga, Đilina i Unutrašnje Mongolije.
- Reka Dongljao (东辽河, „Istočna reka Ljao”)，je druga glavna pritoka reke Ljao, koja teče360 km (220 mi), drenira sliv od 11,500 km2 (4,440 sq mi) i ima bogat set od 88 pritoka, od kojih su 23 značajne veličine. Ona izvire u niskim planinama u blizini okruga Dungljao u provinciji Đilin, gde se nalazi više od 80% njene celokupne dužine. Reka Dungljao zatim prelazi kratki zapadni tok kroz provinciju Ljaoning, skreće na sever nazad u Đilin pre nego što skreće na jugozapad da bi se pridružila reci Siljao.

### Manje pritoke
Sledeće pritoke se ulivaju u samu reku Ljao tokom njenog toka u provinciji Ljaoning.
- Reka Sutaj (苏台河)
- Reka Đing (清河)[8][9][10][11]
- Reka Čaj (柴河)
- Reka Fan (泛河)
- Reka Sjušui (秀水河)[12]
- Reka Jangsimu (养息牧河)
- Reka Lju (柳河)
- Reka Žaojang (绕阳河)

### Bivše pritoke
- Reka Huen (浑河, „mutna reka”), istorijski takođe poznata kao Mala Ljao reka (小辽水) ili Šen reka (沈水)，bila formalno druga najveća pritoka reke Ljao posle reke Siljao. Reka Huen, dugačka 415 km (258 mi) i odvodnjava sliv od 11,500 km2 (4,440 sq mi), ima brojne sopstvene pritoke, od kojih 31 ima sliv veći od 100 km2 (39 sq mi). Ona protiče kroz najmnogoljudnije područje provincije Ljaoning, uključujući provincijski glavni i najveći grad (takođe na čitavom severoistoku Kine), Šenjang, kao i deseti grad po veličini, Fušun. Sadašnje ime reka je dobila po brzom protoku protoka i velikom opterećenju sedimentom, što dovodi do njenog blatnjavog izgleda. Izvori reke Huen potiču iz planina Ćen, ogranka planine Čangbaj,[13] gde se reka naziva i reka Nalu (纳噜水) ili Crvena reka (红河) i uliva se u Rezervoar Dahuofang (大伙房水库) veličine 5.437 km3 (1.304 cu mi), koji vodom za piće snabdeva okolne gradove Šenjang, Fušun, Ljaojang, Anšan, Panđin, Jingkou i Daljen. Središnja sekcija reke se zove i reka Šen, što je dalo ime glavnom gradu Šenjangu na njenom severu, a donji deo se takođe zove reka Klam (蛤蜊河).

Pre 1958. godine reka Huen se pridruživala reci Vajljao, a zatim reci Tajci u blizini Hajčenga - ušće tri reke bilo je takođe poznato i kao „Trident reka” - čime se formirala reka Daljao, koja se ulivala u zaliv Ljaodong. Međutim, 1958. godine izveden je projekat rečnog inženjerstva kako bi se rešio problem kontrole poplava u priobalnom području u blizini Jingkoua. Uzvodni tok reke Vajljao kod Ljuđenfanga je blokiran, preusmeravajući tok reke Ljao prema reci Šuangtajci, efektivno odvajajući reku Huen i reku Tajci od glavnog dela rečnog sistema Ljao. Stoga su se od 1958. godine reke Huen i Tajci smatraju zasebnim samostalnim rečnim sistemom, i više nisu pritoke reke Ljao.
- Reka Tajci (太子河, „prestolonaslednička reka”), istorijski takođe poznata kao Jen reka (衍水) ili Ljang reka (梁水), nazvana je prema legendi da je to bilo poslednje utočište prestolonaslednika Dana od Jena, koji je bežao od Ćinskog konkvesta nakon neuspelog pokušaja atentata na kralja Ćina. To je bila formalno treća najveća pritoka reke Ljao, čija dužina toka je 413 km (257 mi) i koja drenira sliv od 13,900 km2 (5,367 sq mi). Reka Tajci, poput reke Huen koja teče paralelno severno od nje, protiče kroz neke od najvažnijih poljoprivrednih i industrijskih regiona južnog Ljaoninga, uključujući gradove Bensi, Anšan i Ljaojang. Poput svoje sestrinske reke Huen, reka Tajci ima brojne pritoke, uključujući dve najveće čijim spajanjem nastaje. Njeni izvori proističu iz brdskih područja između Bensija i Fušuna, i sadrže čuvene Bensijske vodene pećine. Poput reke Huen, reka Tajci više nije pritoka reke Ljao od obliteracije uzvodne reke Vajljao 1958. godine.

## Literatura
- Tom McKnight, PhD, et al.; Geographica (ATLAS), 1999–2004, 3rd revision, Barnes and Noble Books AND Random House, New York,  0-7607-5974-X, 618 pp.
- „All About Sea Ice”. Nsidc.org. Архивирано из оригинала 2010-01-17. г. Приступљено 2011-07-10.
- „Bohai Sea” (PDF). emecs.or.jp. Архивирано из оригинала (PDF) 2012-04-26. г. Приступљено 2012-09-17.
- „Bohai Sea Environmental Risk Assessment”. First Institute of Oceanography, China State Oceanic Administration. јануар 2005. Приступљено 2012-09-17.
- F_129. „China needs zero tolerance for concealing major accidents - People's Daily Online”. English.peopledaily.com.cn. Приступљено 2011-07-10.

## Spoljašnje veze
- Berman, Lex, ур. (2011). „China River Basins”. WorldMap (на језику: енглески). Harvard University.[мртва веза] Interactive map with China's river basins, showing river names in Chinese.
- Table of rivers in China with Chinese names and useful data (dead link 01:15, 4 March 2013 (UTC))

40° 40′ 09″ N 122° 08′ 56″ E / 40.66917° С; 122.14889° И